# Arucha Duangdao
Arucha Duangdao (thailändisch อรุชา ดวงดาว; * 12. August 2004) ist ein thailändischer Fußballspieler.

## Karriere
Arucha Duangdao erlernte das Fußballspielen in der Jugendmannschaft des Erstligisten BG Pathum United FC. Seinen ersten Vertrag unterschrieb er im August 2023 beim Zweitligisten Kasetsart FC. Sein Zweitligadebüt für den Verein aus der Hauptstadt Bangkok gab Duangdao am 23. August 2023 (3. Spieltag) im Auswärtsspiel gegen den Erstligaabsteiger Nakhon Ratchasima FC. Bei der 1:0-Niederlage wurde er in der 67. Minute für den Südkoreaner Lee Jong-cheon eingewechselt. In seiner ersten Profisaison bestritt er 24 Zweitligaspiele. Am Ende der Saison 2023/24 belegte er mit Kasetsart den 16. Tabellenplatz und musste somit in die dritte Liga absteigen.